# Benthamiella patagonica
Benthamiella patagonica är en potatisväxtart som beskrevs av Carlos Luis Spegazzini. Benthamiella patagonica ingår i släktet Benthamiella och familjen potatisväxter. Inga underarter finns listade i Catalogue of Life.